# 小惑星のスペクトル分類
小惑星のスペクトル分類（しょうわくせいのスペクトルぶんるい、英: Asteroid spectral types）は、小惑星の反射スペクトルの形、色、あるいはアルベドに基づいて行われる。これらの分類は、小惑星の表面の組成や宇宙風化度に対応していると考えられている。内部の分化が進んでいない小さな天体では、表面と内部の組成は似ていると推定される。一方、ケレスやベスタ等の大きな天体は、内部構造を持つことが知られている。多くの小惑星のサーベイ観測を元に、様々な分類方法が提案されている。

## 分類手法
小惑星のスペクトルによる分類は、1975年にクラーク・R・チャップマン、デヴィッド・モリソン、ベン・ゼルナーによって3つの分類が作られたところから始まった。この分類は、小惑星の色、アルベド、およびスペクトルの形状に基づくものであった。暗く炭素質の天体はC型小惑星、岩石質の天体はS型小惑星、CにもSにも当てはまらないものはU型小惑星と分類された。この小惑星のスペクトルの基本的な分類はその後拡張され、明確化されていった。
現在では多くの分類スキームが存在し、それらはある程度の相互的な一貫性を保とうと努力されているものの、それぞれの分類スキームによってかなりの数の小惑星が異なる型に分類されている。これは、それぞれの分類スキームが異なる基準を用いていることに起因する。複数存在する分類スキームのうち、トーレンの分類とSMASSの分類の2つが広く用いられている。

### トーレンの分類
数十年に渡って最も広く使われている分類法は、デイヴィッド・トーレンが1984年に発表した分類法である。この分類は、1980年代の Eight-Color Asteroid Survey (ECAS) により得られた 0.31 μm から 1.06 μm の広いスペクトル帯域にアルベド測定を組み合わせたものに基づく。最初の定式化は、978個の小惑星の観測結果に基づいて行われている。
この分類スキームでは小惑星は14のカテゴリーに分類される。小惑星の大部分は3つ大カテゴリーのうちのどれか1つに分類され、その他いくつかの小カテゴリーが設けられている。
- C型小惑星 - 暗い炭素質の天体
  - B型小惑星（パラス）
  - F型小惑星（インテラムニア）
  - G型小惑星（ケレス）
  - C型小惑星（ヒギエア）- C型小惑星の残り大部分
- S型小惑星（エウノミア、ジュノー）- ケイ素質（岩石質）の天体
- X型小惑星
  - M型小惑星（プシケ）- 金属質の天体、3番目に大きい
  - E型小惑星（ニサ、パンドラ）- アルベドが高い点でM型と異なる
  - P型小惑星（アレテイア、イスメーネ）- アルベドが低い点でM型と異なる

小さい分類には、以下のものがある。
- A型小惑星（アエテルニタス）
- D型小惑星（ヘクトル）
- T型小惑星（アエグレ）
- Q型小惑星（アポロ）
- R型小惑星（デンボウスカ）
- V型小惑星（ベスタ）

#### 分類学的特徴
トーレンの分類手法では、最大で4つの文字が使用される場合がある (例えば "SCTU" など)。またスペクトルのデータが「食い違っている」場合は "I" の文字を用いるが、これはスペクトル型を表しているものではない。テミス族の小惑星アタリアがその一例であり、スペクトルは岩石質の特徴を持っていたがアルベドは炭素質の特徴を示したため、分類の際に食い違った結果を示すものとされた。
小惑星の色の数値的な解析が不明瞭である場合、その天体は2つか3つの分類が与えられる場合がある (例えば "CG" や "SCT" など)。この際の文字の順番は、数値的な標準偏差の増加順を反映したものとなっており、もっともよく適合するスペクトル型の文字が最初に来る。また、スペクトル分類の文字にさらに追加される表記もある。「異常な」(unusual) スペクトルを持つ小惑星に対しては "U" の文字が与えられ、これは数値解析で決定された分類の中心から離れていることを意味する。スペクトルのデータ中にノイズが多い場合は ":" が、非常にノイズが多い場合は "::" が付加される。例えば火星横断小惑星の (1747) Wright のスペクトル型は "AU:" 型である。これは、この小惑星はA型小惑星に分類されるが、スペクトルに異常が見られ、かつスペクトルにノイズが多いことを示している。

### SMASS分類
Small Main-Belt Asteroid Spectroscopic Survey (SMASS) で観測された1,447個の小惑星に基づき、2002年にシェルテ・バス、リチャード・ビンゼルによって導入された新しい分類法である。この調査では、トーレンの分類の基礎となったECASよりも遙かに高い分解能のスペクトルが得られ、より狭い様々なスペクトルの特徴を判別することができた。しかし、観測された波長の範囲は 0.44 μm から 0.92 μm といくらか狭い。また、アルベドは考慮されていない。トーレンの分類をできる限り保とうとしており、小惑星は以下のような26個のカテゴリーに分類されている。多くはトーレンの分類と同じくやはりC型、S型、X型の3つの大きなカテゴリーに分類され、その他いくつかの小カテゴリーが設けられている。
- C型小惑星- 暗い炭素質の天体
  - B型小惑星 - トーレンの分類のB型及びF型と重なる
  - C型小惑星 - B型以外の一般的な天体
  - Cg、Ch、Cgh - トーレンの分類のG型とおおむね重なる。"h" は "hydrated" (水和した) から取られている。
  - Cb - C型とB型の間の遷移天体
- S型小惑星 - ケイ素質（岩石質）の天体
  - A型小惑星
  - Q型小惑星
  - R型小惑星
  - K型小惑星（エウカリス、エオス） - 新しいカテゴリー
  - L型小惑星（ベアトリックス） - 新しいカテゴリー
  - S型小惑星 - S型の中で最も一般的
  - Sa、Sq、Sr、Sk、Sl - S型とその他の型の間の遷移天体
- X型小惑星 - 主に金属質の天体
  - X型小惑星 - トーレンの分類のM型、E型、P型を含む最も一般的なX型
  - Xe、Xc、Xk - X型とそれぞれの型の間の遷移天体
- その他
  - T型小惑星
  - D型小惑星
  - Ld型小惑星 - L型よりも極端なスペクトルの特徴を持った新しいカテゴリー
  - O型小惑星（ボジュ・ニェムツォヴァー）- 新しいカテゴリーで、この型の天体は非常に珍しい。
  - V型小惑星

地球近傍小惑星のいくつかは、SMASS分類から全く外れたスペクトルを持つ。これは恐らく、このような天体が小惑星帯で検出される小惑星よりもずっと小さく、若い表面を持つからであると考えられている。

### トーレンおよびSMASS分類の概要
| トーレン | SMASSII               | アルベド                  | スペクトルの特徴 |
| -------- | --------------------- | ------------------------- | --- |
| A        | A                     | 中間                      | 0.75 µm より短波長の赤い側では傾きが非常に急で、0.75 µm より長波長側でやや深い吸収がある。 |
| B、F     | B                     | 低い                      | 線形で、一般には特徴のないスペクトル。紫外線での吸収の特徴と、0.7 µm 周辺の吸収の特徴の有無に違いがある。                                                                                         |
| C, G     | C、Cb、Ch、Cg、Chg    | 低い                      | 線形で、一般には特徴のないスペクトル。紫外線での吸収の特徴と、0.7 µm 周辺の吸収の特徴の有無に違いがある。                                                                                         |
| D        | D                     | 低い                      | 比較的特徴のないスペクトルを持ち、赤い側で非常に急な傾きを持つ。 |
| E、M、P  | X、Xc、Xe、Xk         | 低い (P) - 非常に高い (E) | 総じて特徴に欠けたスペクトルを持ち、やや赤い波長に傾きを持つ。微妙な吸収特性、スペクトルの曲率、極大の相対反射率に違いがある。                                                                    |
| Q        | Q                     | 中間                      | 0.7 µm より短波長側に赤い傾きを持つ。0.75 µm より長波長側で丸みを帯びた吸収特性を示す。 |
| R        | R                     | 中間                      | 0.7 µm より短波長側に穏やかな赤い傾きを持つ。0.75 µm より長波長側で深い吸収を示す。 |
| S        | S、Sa、Sk、Sl、Sq、Sr | 中間                      | 0.7 µm より短波長側にやや急な赤い傾きを持つ。0.75 µm より長波長側で中間的から急激な吸収を持ち、0.73 µm で反射率が極大になる。SMASS の小カテゴリーは、それぞれ A、K、L、Q、R型との中間を意味する。 |
| T        | T                     | 低い                      | 0.75 µm より短波長側ではやや赤く、その他では平坦なスペクトルを示す。 |
| V        | V                     | 中間                      | 0.7 µm より短波長側では赤っぽく、0.75 µm より長波長側に極めて深い吸収を持つ。 |
| —        | K                     | 中間                      | 0.75 µm より短波長側でやや急な赤い傾きを持つ。なめらかに角度のついた極大を持ち、0.75 µm より長波長側は平坦か青っぽい特徴を示し、スペクトルの曲率は小さいか、あるいは曲率を持たない。              |
| —        | L、Ld                 | 中間                      | 0.75 µm より短波長側で非常に急な赤い傾きを持つ。極大の水準に違いがある。 |
| —        | O                     | —                         | 特異な傾向を持ち、非常に希少な小惑星。 |

### その他の分類

#### S3OS2分類
Small Solar System Objects Spectroscopic Survey (S3OS2、S3OS2) では、ラ・シヤ天文台の 1.52 m 口径の望遠鏡を用いて、1996年から2001年にかけて820個の小惑星を観測した。論文の著者名から、"Lazzaro classification" としても知られている。 このサーベイでは観測された天体にトーレンおよびSMASSの分類手法の両方を適用したが、それらの多くはこれまでに分類されていないものであった。トーレンの分類に類似した分類手法では、このサーベイは "Caa型" という新しいカテゴリーを導入した。これは、天体の表面での水性変化を示す広い吸収帯を持つカテゴリーである。Caa型はトーレンの分類ではC型小惑星、SMASSの分類では水和したCh型小惑星 (一部のCgh、Cg、C型も含む) に対応しており、サーベイで観測された天体のうち13%の106天体に割り当てられた。またS3OS2分類では、元々のトーレンの分類では用いられていなかったK型を、両方の分類手法に対して用いている。

#### Bus–DeMeo分類
Bus–DeMeo分類は、Francesca DeMeo、シェルテ・バス、Stephen Slivan によって2009年に考案された小惑星の分類スキームである。この分類は、0.45-2.45 µm の波長域での371個の小惑星の反射スペクトルの特徴に基づいている。24個のカテゴリーに分類されており、"Sv型" という新しいカテゴリが導入されている。Bus–DeMeo分類はSMASSの分類スキームに基づく主成分分析を元にしたスキームを用いているが、SMASSの分類スキーム自体はトーレンの分類に基づいたものになっている。

## 色指数
小惑星の特性評価には、測光システムから導出された色指数の測定も含まれる。これは、一連の異なる波長固有のフィルター、いわゆるパスバンドを通して天体の明るさを測定することによって行われる。小惑星に加えて遠方の太陽系外縁天体の特性評価にも用いられるジョンソンのUBVシステムでは、3つのフィルターが用いられる。
- U - 紫外線波長のパスバンド
- B - 青い光のパスバンド
- V - 可視光線に対して敏感なパスバンド、より詳細には可視光線のうち緑から黄色の一部

| 色   | 紫         | 青         | 緑         | 黄         | 橙         | 赤         |
| 波長 | 380–450 nm | 450–495 nm | 495–570 nm | 570–590 nm | 590–620 nm | 620–750 nm |

観測では、天体の明るさは異なるフィルターを通して2回観測される。得られたそれぞれの等級の違いは色指数と呼ばれる。小惑星の場合、U-B か B-V の色指数が最も一般的である。加えて、V-R、V-I、R-I の色指数も用いられる。ここで、R は赤色、I は赤外線を意味する。V-R-B-I などの測光シークエンスは、数分以内の観測から得ることが出来る。
| 色  | 冥王星族    | キュビワノ族 | ケンタウルス族 | 散乱円盤天体 | 彗星        | 木星のトロヤ群 |
| --- | ----------- | ------------ | -------------- | ------------ | ----------- | -------------- |
| B–V | 0.895±0.190 | 0.973±0.174  | 0.886±0.213    | 0.875±0.159  | 0.795±0.035 | 0.777±0.091    |
| V–R | 0.568±0.106 | 0.622±0.126  | 0.573±0.127    | 0.553±0.132  | 0.441±0.122 | 0.445±0.048    |
| V–I | 1.095±0.201 | 1.181±0.237  | 1.104±0.245    | 1.070±0.220  | 0.935±0.141 | 0.861±0.090    |
| R–I | 0.536±0.135 | 0.586±0.148  | 0.548±0.150    | 0.517±0.102  | 0.451±0.059 | 0.416±0.057    |

## 評価
上記の分類スキームは、これからの研究の進展によって更新されることが期待される。しかし現在のところ、スペクトル分類は依然として1990年代までに行われた2度の粗い分光学的サーベイの結果に基づいたものが一般的となっている。多数の小惑星についての一貫した詳細な測定値を得ることが難しいため、より優れた分類体系についての科学者間での合意は形成されない状態となっている。例えば、より細かい分解能でのスペクトルの取得や、天体の密度などのスペクトルによらないデータは非常に有用である。
2018年の時点では、40万個以上が確認されている小惑星のうち分光観測に基づいてスペクトルの分類が行われているのは数万個程度である。しかし様々なサーベイ観測が行われており、分類が行われている小惑星の個数は増えつつある。
いくつかの小惑星の分類は、隕石の分類と関係付けられる。
- C型小惑星 - 炭素質コンドライト
- S型小惑星 - 岩石質隕石
- M型小惑星 - 鉄隕石
- V型小惑星 - HED隕石